# Рандорі
Рандорі ( 乱取り? )  цей термін, використовується в японських бойових мистецтвах і описує вільне ведення поєдинку. Поняття Рандорі записується двома ієрогліфами - 乱捕り:乱 - ран - перекладається, як - "безлад, хаос", та формою дієслова торі - буквально "ловити, хапати". Рандорі можна перекласти, як "ловля хаосу" або "безладне хапання".

## Головна мета рандорі
Головною метою рандорі є підготовка в тренувальному режимі до реальної сутички. 
Під час рандорі ставиться завдання на  відпрацювання цілого ряду елементів і факторів - вироблення стратегії поведінки, контроль навколишнього простору і супротивників, технічних прийомів, психофізичне і вольове тренування, напрацювання витривалості і гнучкості мислення, розподіл сили та рухи. Основні принципи рандорі: - відсутність строгого поділу за фізичними показниками учасників (сила, зріст, вага та інше) та ступенем підготовленості. Тобто, в рандорі можуть брати участь різні учасники.
Точне значення рандорі залежить від виду бойового мистецтва. Зокрема, в дзюдо, джіу-джитсу та - це найчастіше спаринг один-на-один , де партнери намагаються з використанням різних технік чинити протидіяти один одному. В айкідо це одна з форм практики, в яких призначений айкідока захищається від декількох нападників у швидкій послідовності, не знаючи, як вони будуть атакувати і в якому порядку.

## Варіанти проведення рандорі

### Загальний поділ
1. Вільна боротьба - сутичка, без застосування ударної техніки, будь-якого виду. Винятків немає. Все інше - захоплення, кидки, больові прийоми, удушення, надавлювання та інше - дозволено.
2. Вільна обмежена сутичка - сутичка, із застосуванням усіх можливих технік, за винятком обумовлених обмежень. Наприклад, бій без застосування, ударної техніки ніг. Обмеження можуть стосуватися, тільки застосування загальних технічних прийомів (удари ногами, головою, ліктями тощо).
3. Вільний бій - бій, без обмеження застосовуваних технік. Заборонено застосування тільки певних технічних дій. Наприклад - будь-який больовий вплив на очі або пах супротивника.
4. Повний необмежених бій. Дозволені будь-які техніки до здачі супротивника. 

### Технічний поділ
1. Імітаційне рандорі — сутичка із застосуванням імітаційних засобів впливу - наприклад, ножовий бій, бій з озброєним противником та інше. При цьому відсутній поділ бійців, за типом уке-торі (напад-захист).
2. Технічне рандорі - бій, із застосуванням певного виду технічних прийомів і принципів - наприклад, тільки застосування технік дзюдзютсу. Тобто - звичайний змагальний бій, в рамках певної школи.

### Ситуаційний поділ
1. Багатостороннє рандорі — бій одного учасника проти декількох супротивників. У даному випадку, максимальна кількість противників не обмежена, але найефективнішим вважається рандорі одного проти трьох противників. Більша кількість викликає непотрібну мішанину. 
2. Групові рандорі -  бій, що проводиться групою, проти групи. Рідкісний варіант, але цілком працездатний. Кількість бійців не регламентується, все залежить від можливостей.